# Douro
De Douro (Portugees) of Duero (Spaans) is een rivier in het noorden van Portugal en de Spaanse autonome regio Castilië en León. De rivier ontspringt op 2200 m hoogte in de Sierra de la Demanda, zo'n 50 km ten noordwesten van Soria en mondt uit in de Atlantische Oceaan, bij Porto. De Douro heeft een totale lengte van 897 km en het stroomgebied van de rivier is 98.160 km² en behoort daarmee tot de grootste stroomgebieden van het Iberisch Schiereiland. De rivier is vrijwel geheel gestuwd.

## Rivierloop

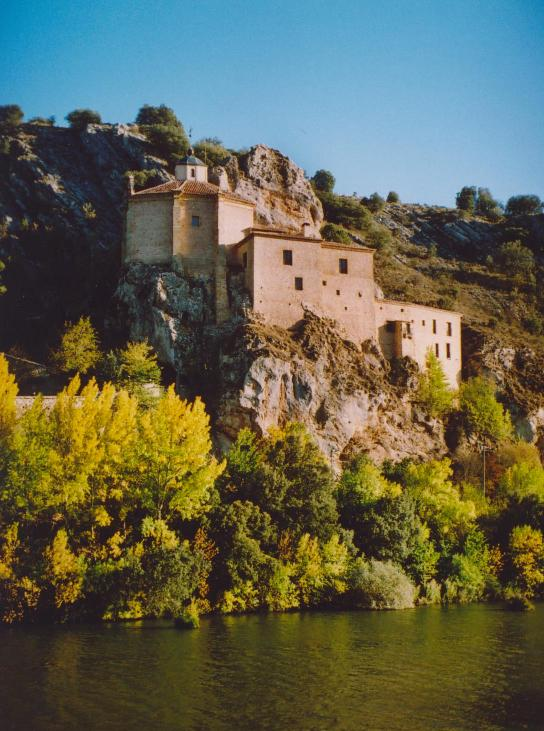
De Duero bij de Spaanse stad Soria

### Castilië en León (Duero)
Nadat de rivier is ontsprongen in de Sierra de la Demanda (een onderdeel van het Iberisch Randgebergte) komt zij eerst in het stuwmeer Embalse de la Cuerda del Pozo terecht, waarna zij verder stroomt richting Soria. Hierna stroomt de rivier westwaarts door de steden Almazán en Aranda de Duero, waarna de rivieren de Riaza en de Duratón in de Duero stromen. Zo'n tien kilometer ten zuiden van de hoofdstad Valladolid voegen respectievelijk de zijrivieren; de Pisuerga, de Cega en de Eresma zich bij de Duero. De rivier stroomt hierna door de steden Tordesillas en Zamora. Nadat zij de rivier de Esla heeft opgenomen bereikt de Duero de grens met Portugal.

### Grensrivier
De Douro, die nu naar het zuiden stroomt, is nu gedurende bijna 100 km de grensrivier tussen Spanje en Portugal. Aan de Portugese kant ligt de plaats Miranda do Douro. Vanuit Spanje monden de rivieren de Tormes en de Huebra in de Douro uit. Op de plek waar de rivier de Águeda de Douro in stroomt, verlaat de rivier definitief Spanje.

### Portugal (Douro)
De bovenloop van het Portugese deel van de Douro staat bekend om zijn Quinta's. Dit zijn wijngaarden waar de druiven voor de Port groeien. Vroeger voer men hier met zogenoemde rabelo's beladen met vaten port naar Porto. Naast de port staat de Dourovallei bekend om de rode Dourowijn. Enkele plaatsen in de buurt van de Douro zijn Vila Nova de Foz Côa, Torre de Moncorvo en São João da Pesqueira.
De rivier stroomt verder onder andere langs of in de buurt van de plaatsen Peso da Régua en Castelo de Paiva, alvorens in het stedelijk gebied van Porto aan te komen. Hier vormt zij de scheiding tussen de stad Porto op de noordoever en Vila Nova de Gaia op de zuidoever. Bij de wijk Foz do Douro mondt de Douro uit in de Atlantische Oceaan.

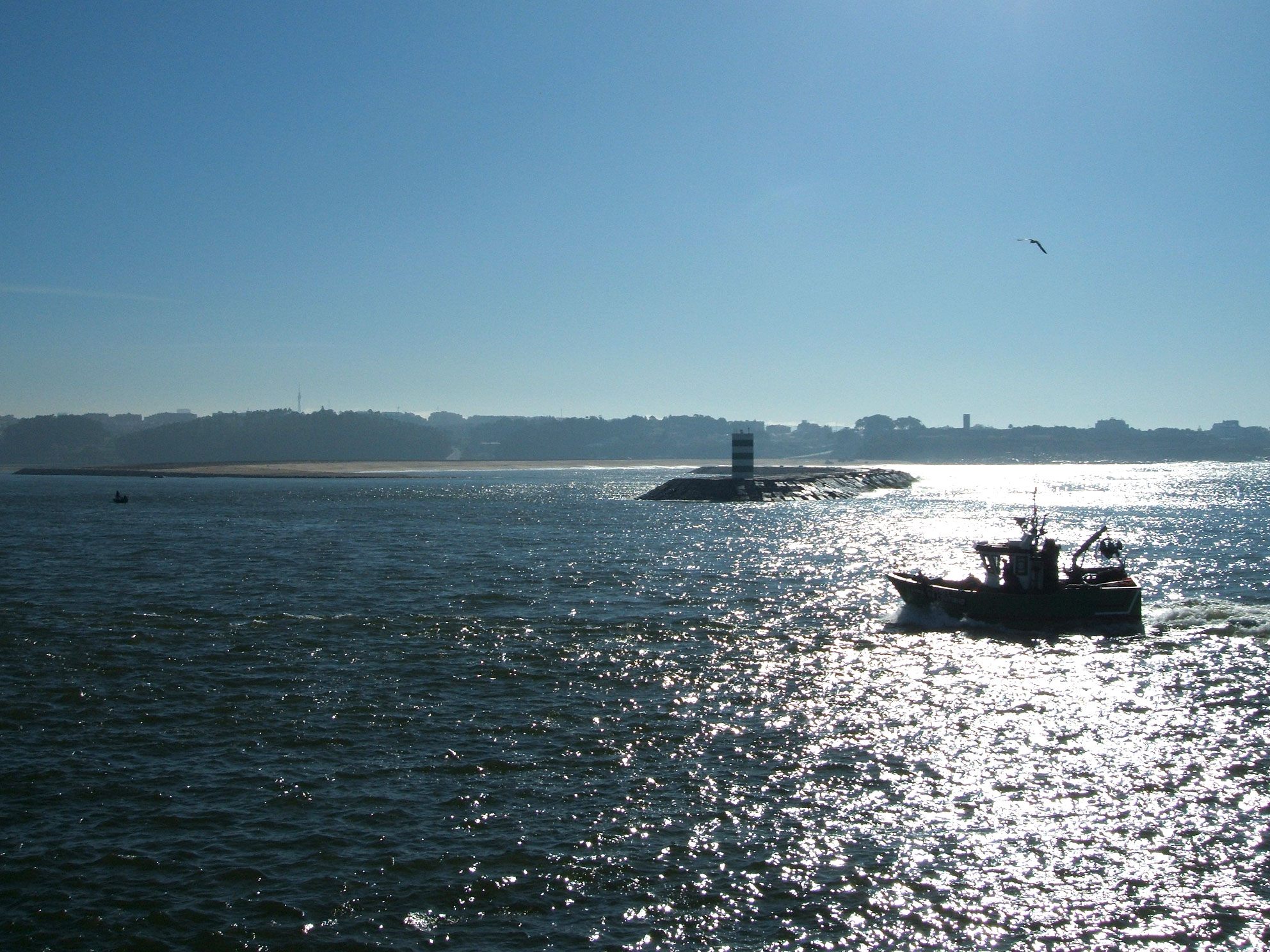
De monding bij Foz do Douro (Porto)

- Gemeinsame Normdatei: 4091309-0
- Nationale Bibliotheek van Israël: 987007537826505171
- Virtual International Authority File: 150251569